# Укрэкоресурсы
Государственное предприятие "Укрэкоресурсы" (укр. Укрекоресурси, англ. Ukrecoresursy, полное наименование «Государственное предприятие по вопросам обращения с отходами как вторичным сырьём») – это единственный законный (Постановление № 915 от 26.07.2001 года «Про внедрение системы сбора, заготовки и утилизации отходов как вторичного сырья» ) субъект хозяйственной деятельности, который обеспечивает организацию системы сбора, заготовки и утилизации использованной тары, упаковочных материалов и отходов как вторичного сырья. Укрэкоресурсы дотирует компании, занимающиеся раздельным сбором вторсырья.

## Компания сегодня
Компания создаёт систему сбора отходов, в соответствии с которой мусор сортируется и направляется на вторичную переработку.

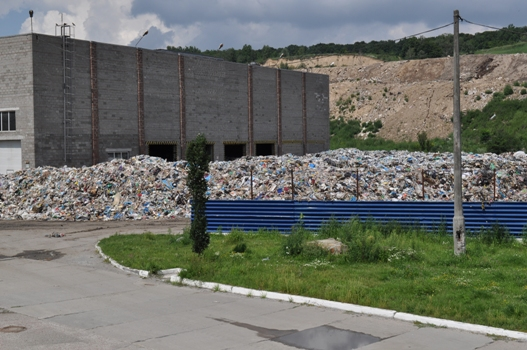

Для достижения целей деятельности предприятия перед ГП «Укрекоресурсы» поставлены следующие задачи, закрепленные Уставом предприятия :

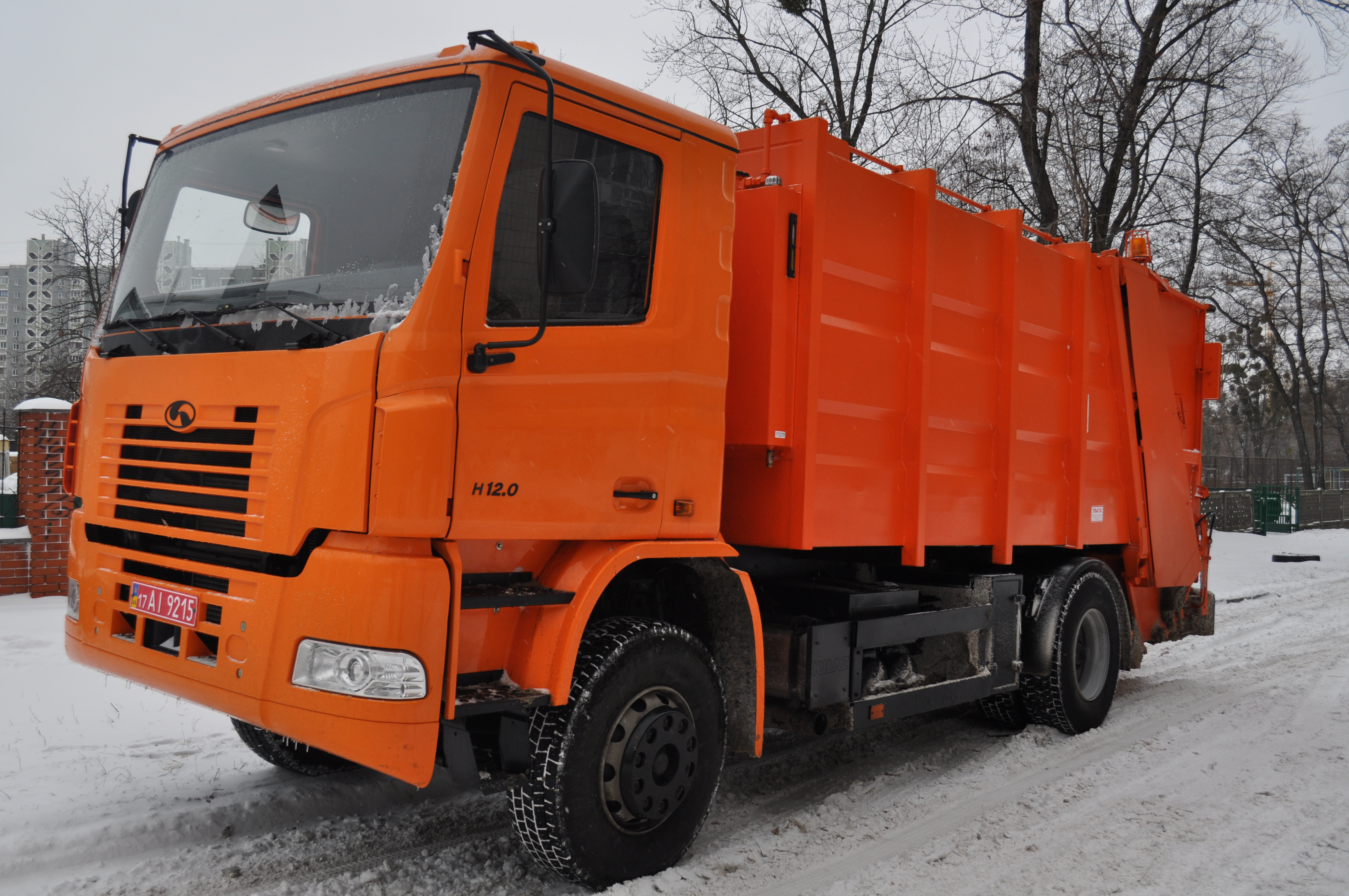
Мусоровоз компании

- Создание и обеспечение надлежащего функционирования систем сбора, заготовки и утилизации отходов как вторичного сырья;
- Постоянный анализ и совершенствование существующих систем сбора, заготовки и утилизации отходов;
- Мониторинг объёмов утилизации отходов тары (упаковки) согласно установленным минимальным нормам, приведение фактических объёмов утилизации нормативным;
- Внедрение принципов экологической безопасности согласно требованиям Директивы Евросоюза 94/62/ЕС и Европейской системы использования упаковочных отходов «PRO EUROPE».

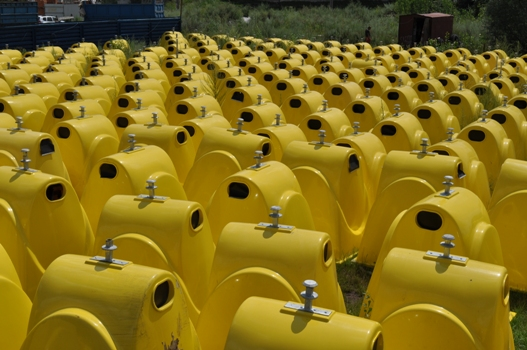
Сортировочные мусорные баки

Предприятие и его территориальные структурные подразделения обеспечивают выполнение задач, возложенных на них, за счет поступления средств на специальный счет государственного казначейства, предназначенный для организации системы сбора, заготовки и утилизации использованной тары и упаковочных материалов согласно Постановлению КМУ № 915.
Использование этих средств осуществляется в порядке и по направлениям, определенным постановлением Кабинета Министров Украины от 20.01.2010 № 39 «Об утверждении Порядка использования средств, поступающих как плата за услуги по организации сбора, заготовки и утилизации использованных упаковочных материалов и тары», в частности на:
- Закупку специального оборудования, машин, механизмов для сбора, заготовки и утилизации отходов;
- Развитие системы сбора, заготовки и утилизации использованных упаковочных материалов и тары в регионах Украины;
- Создание мощностей по утилизации отходов как вторичного сырья;
- Разработку и реализацию в регионах инвестиционных проектов по обращению с отходами.

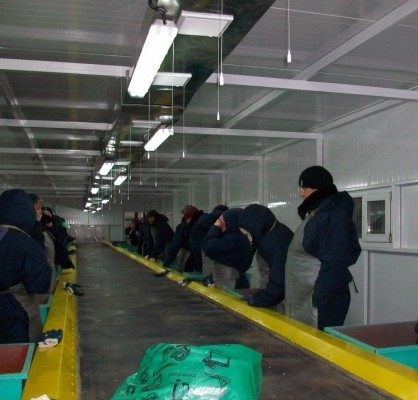
Предприятие по сортировке мусора компании